# Ditrichum flexicaule
Ditrichum flexicaule (Verbogenstieliges Doppelhaarmoos) ist eine Laubmoos-Art aus der Familie Ditrichaceae.

## Abgrenzung der Art
Die Artenabgrenzung des vielgestaltigen Mooses ist umstritten. Von Ditrichum flexicaule im weiteren Sinn hat Frisvoll 1985 Ditrichum gracile als eigenständige Art abgetrennt. Die hier vorliegende Beschreibung folgt dem und entspricht also Ditrichum flexicaule im engeren Sinn – ohne D. gracile.

## Merkmale
Das Moos bildet meist dichtere, grüne bis bräunlichgrüne, nicht glänzende Rasen. Die Stämmchen sind 1 bis 4 Zentimeter hoch und unten meist rhizoidfilzig. Die bis um 3 Millimeter langen Blätter sind gerade oder verbogen, manchmal etwas sichelförmig und aus der eiförmigen Basis ziemlich plötzlich in eine lange röhrenförmige Pfriemenspitze verschmälert. Die Blattränder sind ganzrandig oder an der Spitze sehr schwach gezähnt. Die kräftige, bis in die Blattspitze reichende oder austretende Rippe nimmt am Blattgrund etwa ein Drittel bis ein Viertel der Blattbreite ein. An der Unterseite (dorsal) ist sie deutlich vorgewölbt. Die Laminazellen sind oben kurz-rechteckig bis rhombisch, im unteren Blattbereich rechteckig.
Die rote Seta ist bis 2 Zentimeter lang und mehr oder weniger verbogen, die Kapsel aufrecht bis geneigt, dunkelbraun, zylindrisch, bis 1,5 Millimeter lang, der Deckel kegelig bis kurz geschnäbelt. Die 300–450 µm langen Peristomzähne sind fast bis zur kurzen Basalmembran herab zweispaltig. Sporen sind 9 bis 12 µm groß und fein papillös. Das Moos ist diözisch. Es fruchtet nur selten. Brutkörper sind unbekannt.
Gegenüber Ditrichum gracile unterscheidet sich Ditrichum flexicaule durch meist kleineren Wuchs und kürzere Blätter, die im unteren Blattabschnitt kürzeren Laminazellen und die dorsal vorgewölbte Blattrippe. Ditrichum flexicaule bevorzugt trockenere Standorte.

## Standortansprüche und Verbreitung
Ditrichum flexicaule wächst auf meist kalkreichen, jedoch immer basenreichen Standorten, gewöhnlich an sonnigen, trockenen und exponierten Stellen auf Erde und Gestein.
Vorkommen gibt es in Europa, Asien, Nord- und Mittelamerika sowie auf Neuguinea und Neuseeland.